# Jonathan Edwards (friidrottare)
Jonathan David Edwards, född 10 maj 1966 i London i Storbritannien, är en före detta trestegshoppare. Edwards var förste hoppare över 18 meter och satte världsrekord vid VM i friidrott 1995 i Göteborg med 18,29 meter.

## Karriär
Edwards missade chansen att delta i VM i friidrott 1991 i Tokyo på grund av att hans kristna tro hindrade honom från att tävla på söndagar. Men efter ingående diskussioner med sin far, som var kyrkoherde, ansåg han att Gud hade givit honom hans talang för att han skulle tävla, och han bestämde sig för att deltaga i VM i friidrott 1993 i Stuttgart. Det gav honom en bronsmedalj.
Inför säsongen 1995 gjorde Jonathan Edwards ett flertal ändringar i tekniken. Den viktigaste var att han gick ifrån en singelarmföring till en dubbelarm vilket gav honom bättre balans i sista steget. 
I VM i friidrott 1995 i Göteborg slog han världen med häpnad genom att i sitt första hopp som förste man någonsin passera 18-metersgränsen genom att hoppa 18,16 meter. 20 minuter senare hoppade han 18,29 meter, ett rekord som står sig än idag (2023-05-10). Det är dock inte det längsta han har hoppat. Tidigt under utomhussäsongen 1995 (innan VM) hoppade han 18,43 m i en Europacuptävling i något för stark medvind (+2.4), vilket är det längsta någon har hoppat (2018), medvindsresultat inkluderat.
Jonathan Edwards tog guld i olympiska sommarspelen 2000 i Sydney och belönades strax därefter med Brittiska Imperieorden. Han tog guld även i VM i friidrott 2001 i Edmonton.
Efter VM i friidrott 2003 i Paris bestämde sig den då 37-årige världsstjärnan för att dra sig tillbaka från idrotten. Han har bland annat fortsatt med en mediakarriär som sportkommentator på BBC samt varit programledare för Songs of Praise, ett teveprogram med andliga sånger, även detta på BBC. Han var också medlem i en organiseringskommitté för de olympiska sommarspelen 2012 i London.

## Religion
Jonathan Edwards kristna tro har varit en viktig del i hans liv, och sedan tidigt 1990-tal en ofta framhävd del i den mediala bilden av honom, men han har numera intagit en kritisk hållning till kristendomen och tron på en gud.